# Avion multirôle

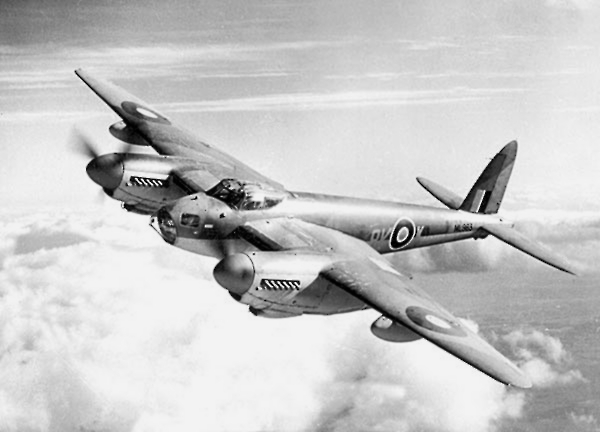
De Havilland Mosquito

Un avion multirôle (en anglais : multirole combat aircraft, souvent abrégé en « MRCA ») est un chasseur-bombardier capable d'effectuer plusieurs missions différentes, en particulier la reconnaissance furtive, l'interception et l'attaque au sol, l'attaque sur une base aérienne terrestre ou sur un porte-avions.

## Principes
Les avions militaires sont généralement spécialisés (par exemple les premières versions du F-15). En effet, les attentes en matière de domaine de vol et d'avionique sont souvent différentes suivant la mission : alors qu'un avion de chasse doit voler à grande vitesse et haute altitude, un avion d'attaque au sol vole le plus souvent à vitesse moyenne et basse altitude. De même, le radar guidant un chasseur vers sa (ou ses) cible n'a rien à voir avec le radar permettant à l'avion d'attaque de repérer ses cibles.
Il était donc difficile de concevoir un avion qui soit efficace pour plusieurs missions. Dès lors, le choix d'un avion multirôle est soit imposé par des contraintes budgétaires (pas assez de moyens pour développer et maintenir un avion pour chaque mission) soit lorsqu'un avion existant révèle un potentiel permettant de l'utiliser pour d'autres missions que celles pour lesquelles il a été conçu initialement.
La réduction globale des budgets militaires et les progrès techniques conduisent cependant à développer de plus en plus d'avions multi-rôles (au moins deux rôles).

### Deux rôles majeurs
Il convient de distinguer les deux rôles majeurs :
- Interception (combat aérien) ;
- Attaque au sol, qui lui-même est constitué de trois sous-rôles :
  - Interdiction aérienne[1] ;
  - Suppression des défenses aériennes (SEAD/SDAE) ;
  - CAS (Close Air Support, Appui aérien rapproché).

### Ambiguïté: famille ou avion multirôle
Le terme « multirôle » peut être utilisé pour signifier :
- Famille multirôle : un type d'avion (famille) existe en au moins deux versions, cas du Panavia Tornado, avion pour lequel le terme a été utilisé en premier : versions IDS, ADV ; du F-4, des premiers F-18 Hornet, des Saab 37, anciens F-16, etc. Il s'agit alors d'une famille multi-rôle. Chaque version répond davantage à chaque rôle spécifique à partir d'une même structure de base. Par exemple en dotant l'appareil d'une cellule biplace pilote-navigateur, en l'équipant de matériel électronique dédié au bombardement et à la reconnaissance de cibles mobiles terrestres, d'un radar adapté et de systèmes de visée à désignation laser, tout en héritant de la plupart des qualités de leur version de chasse pure ou de supériorité aérienne. Exemple : McDonnell Douglas F-15 Eagle dans sa version E biplace, dite « Strike Eagle ;
- Avion multirôle : un avion physique donné peut effectuer au moins deux rôles : F-16 C/D Block 50, etc. Il s'agit alors d'un avion multi-rôle, par le biais de configurations spécifiques qu'un même appareil peut adopter au cours d'une rapide opération de maintenance. Exemple : Dassault Mirage 2000 dans sa version 2000-9 ;
- Avion omnirôle : un avion physique donné peut effectuer tous les rôles au cours d'une même mission : Rafale F3. capable de remplir toutes les missions au cours d'un même vol et simultanément, c'est pourquoi l’avionneur et l'armée de l'air parlent d'avion omnirôle. Ceci permet d'effectuer une mission de détection de défense sol-air, de reconnaissance ou d'attaque air-air ou air-mer avec un même appareil[2],[3],[4] comme lors de la première mission de l'opération Harmattan.

## Histoire

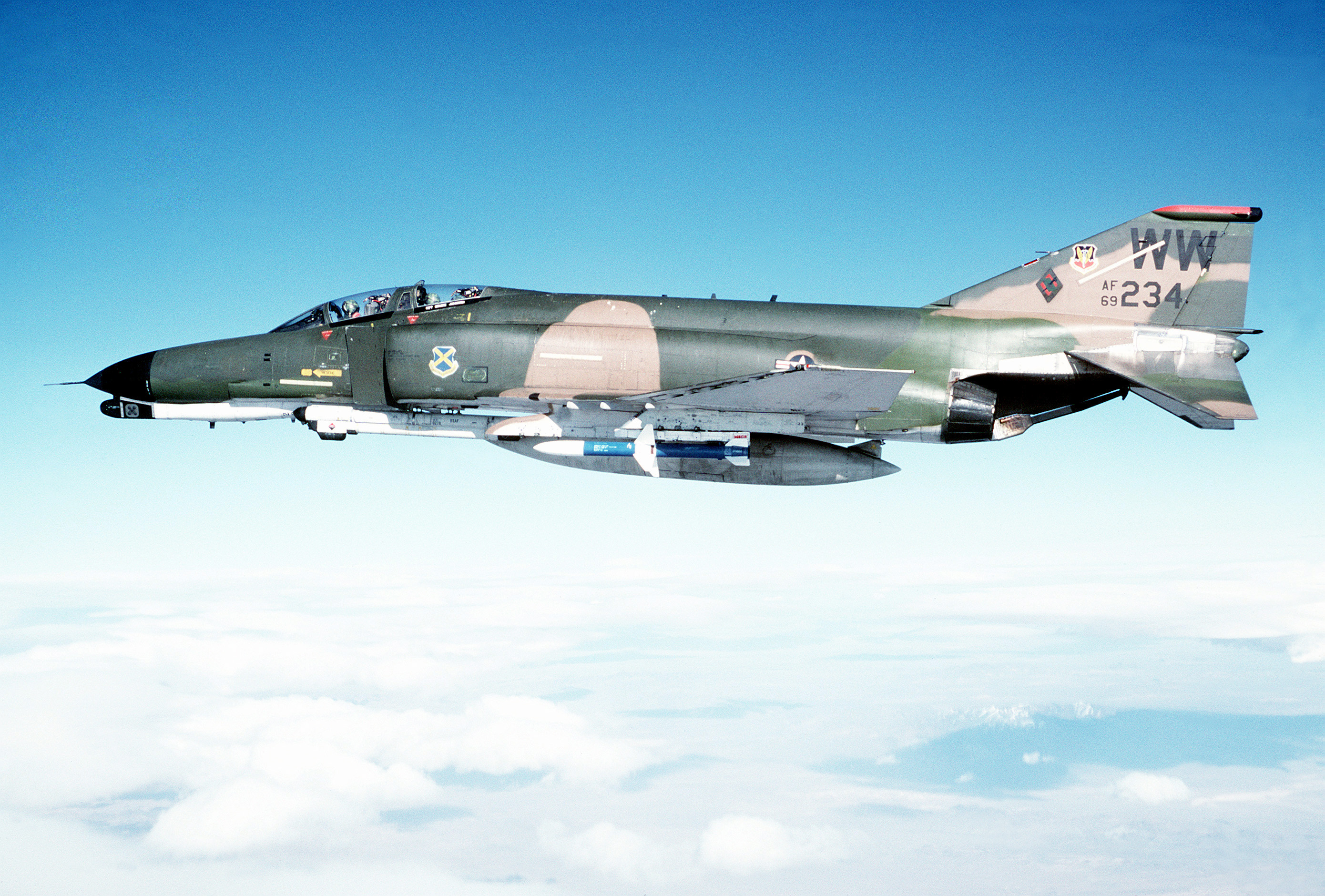
Le F-4 Phantom II, chasseur-bombardier américain.

Les premiers avions multirôle sont apparus pendant la Seconde Guerre mondiale, outre quelques chasseurs-bombardiers comme le Hawker Tempest, il faut citer le De Havilland Mosquito qui est capable, selon les versions, de missions de reconnaissance ou de chasse de nuit, en plus du bombardement léger et de la chasse-bombardement.

### Exemples de familles multirôle
Voici quelques exemples de familles multirôle (avions à réaction) :
- Le Mirage III dont les différentes versions sont capables de chasse, d'attaque tout temps, de reconnaissance et d'entrainement ;
- Le F-4 Phantom II, chasseur-bombardier dérivé également en avion de reconnaissance et avion de guerre électronique ;
- Le Saab 37 Viggen, chasseur-bombardier dérivé également en avion de reconnaissance et avion de lutte anti-navire ;
- Le Panavia Tornado, chasseur-bombardier dérivé en intercepteur et avion de reconnaissance. C'est historiquement la première famille d'avions à recevoir ce qualificatif de « multirôles », puisque tel était le souhait initial, mais aucun avion Tornado n'a finalement été multi-rôle. Il a été en fait produit en trois versions principales : IDS, ADV, ECR.

### Exemples d'avions multirôle
Quelques exemples d'avions multirôle :

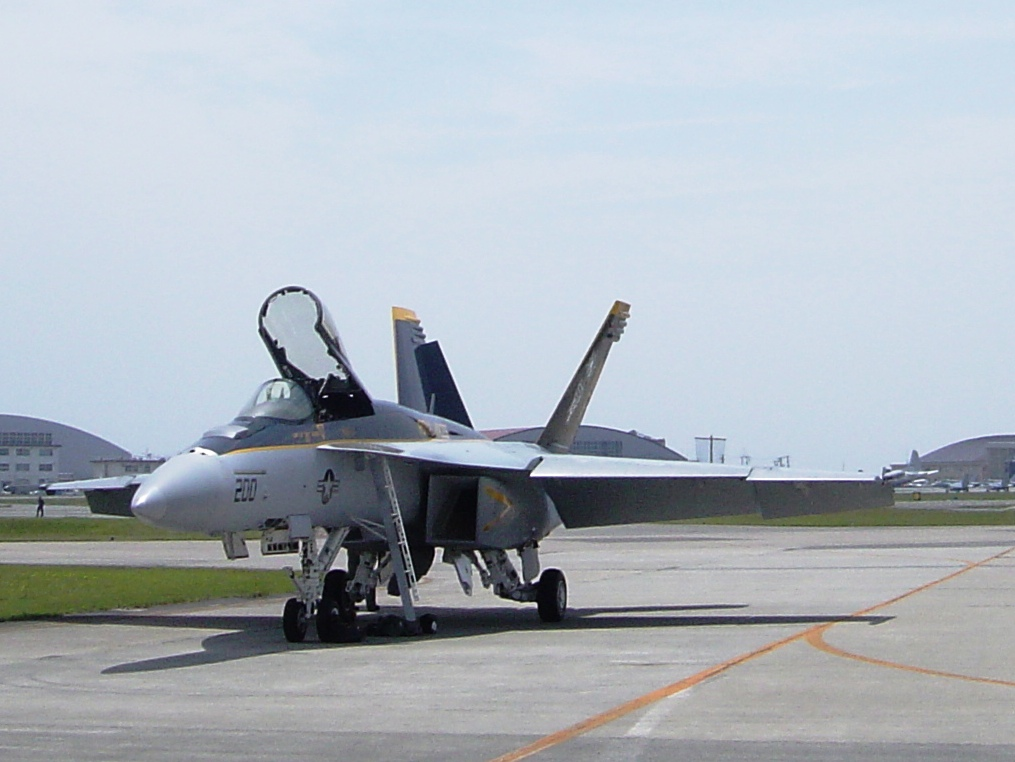
Un F/A-18E Super Hornet.

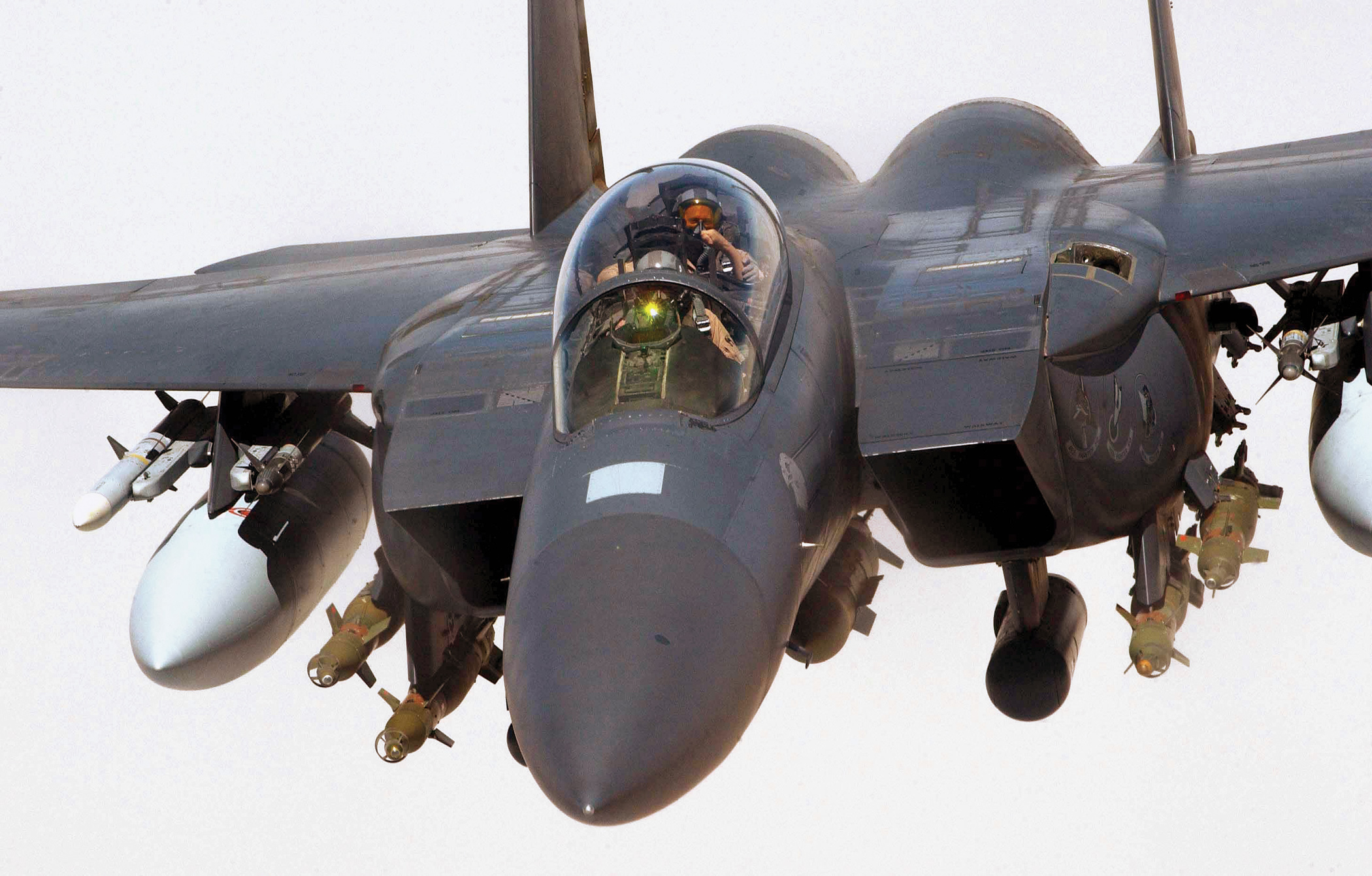
F-15E de l'USAF, swing-role.

- Le F/A-18E/F Super Hornet, intercepteur également capable de mener des attaques au sol (d'où le "/A" dans son nom selon la nomenclature militaire américaine)
- Le Soukhoï Su-30, avion de supériorité aérienne multirôle au long rayon d'action (3 000 km / 5 200 km avec ravitaillement), en mesure de remplir toutes les missions.
- Le Chengdu J-10, ou F10, avion de combat multirôle chinois.
- Le JF-17 Thunder, ou CAC FC-1, avion de combat multirôle sino-pakistanais.
- Le F-35 Lightning II devrait remplacer de nombreux avions actuels de l'armée américaine (USAF, USN, USMC)

### L'avion «omnirôle»

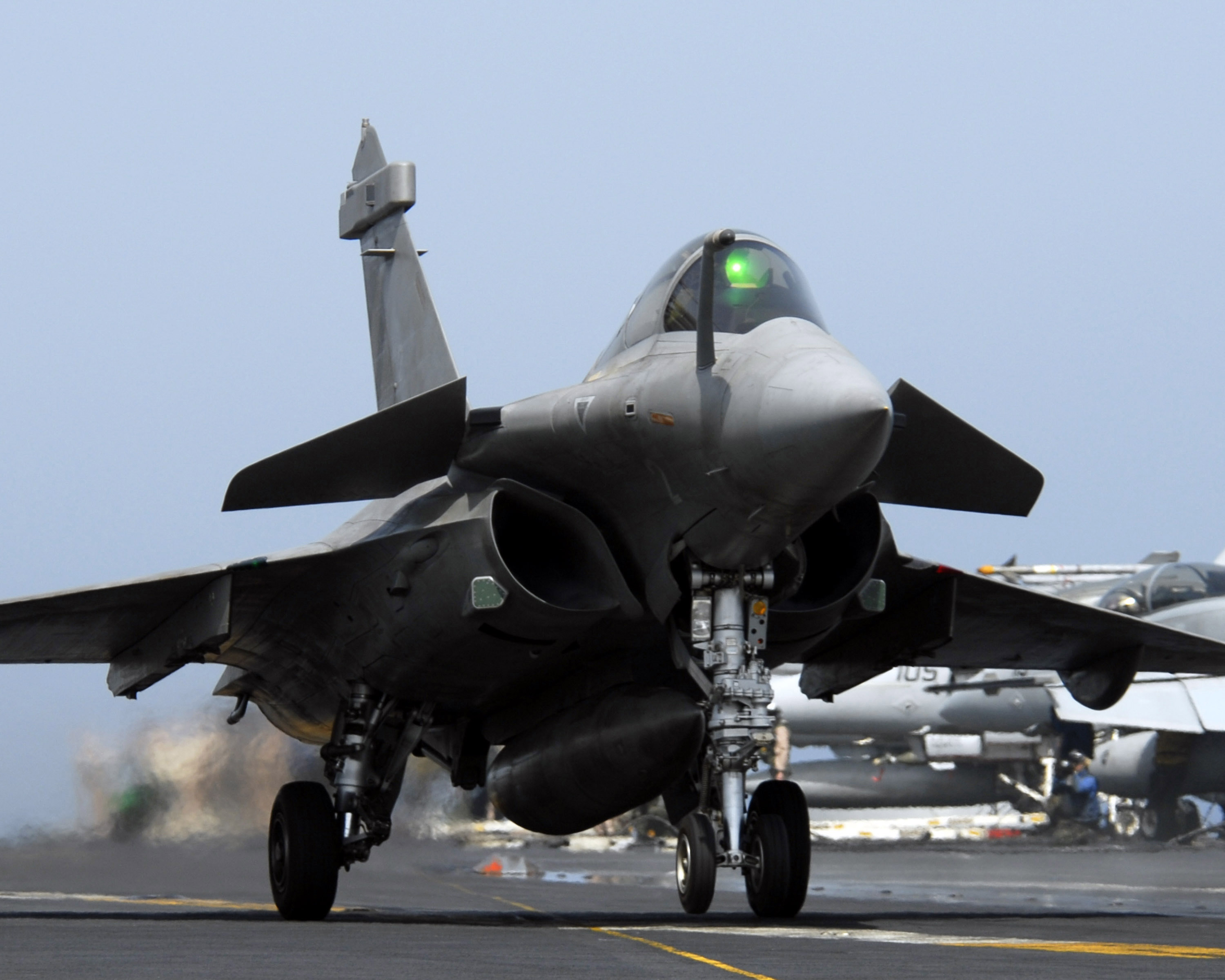
Un Rafale M de la marine française.

- Le Dassault Rafale, est qualifié par son constructeur d'« omnirôle »[5] car c'est un avion de combat embarquable sur porte-avions en version M, au long rayon d'action (1 850 km / 5 500 km avec 6 ravitaillements et 12 heures de vol), capable de chasse, d'attaque tout temps y compris en mode suivi de terrain automatique à basse altitude, de lutte anti-navire, de guerre électronique, de reconnaissance, d'entrainement, de ravitaillement au profit d'autres appareils. Cette appellation est cependant une invention du constructeur.